# قره تیکان
قره تیکان (کلات)، روستایی از توابع بخش زاوین شهرستان کلات در استان خراسان رضوی ایران است.

## جمعیت
این روستا در دهستان زاوین قرار دارد و براساس سرشماری مرکز آمار ایران در سال ۱۳۸۵، جمعیت آن ۲۸۲ نفر (۸۵خانوار) بوده‌است.
جاذبه های گردشگری: قلعه کهنه_خواجه بیدک_دربند